# Wrośniak strefowany

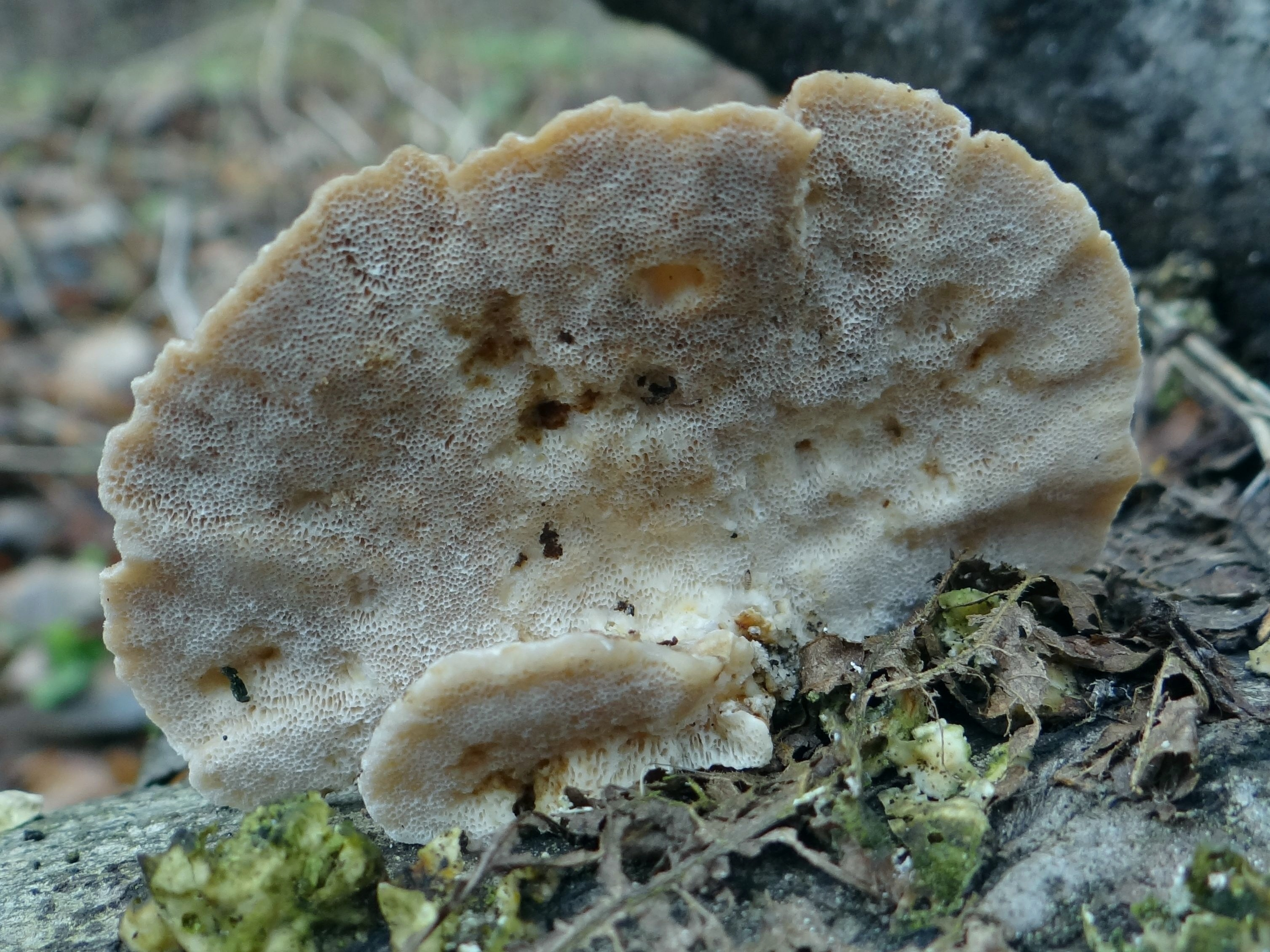
Hymenofor wrośniaka strefowanego

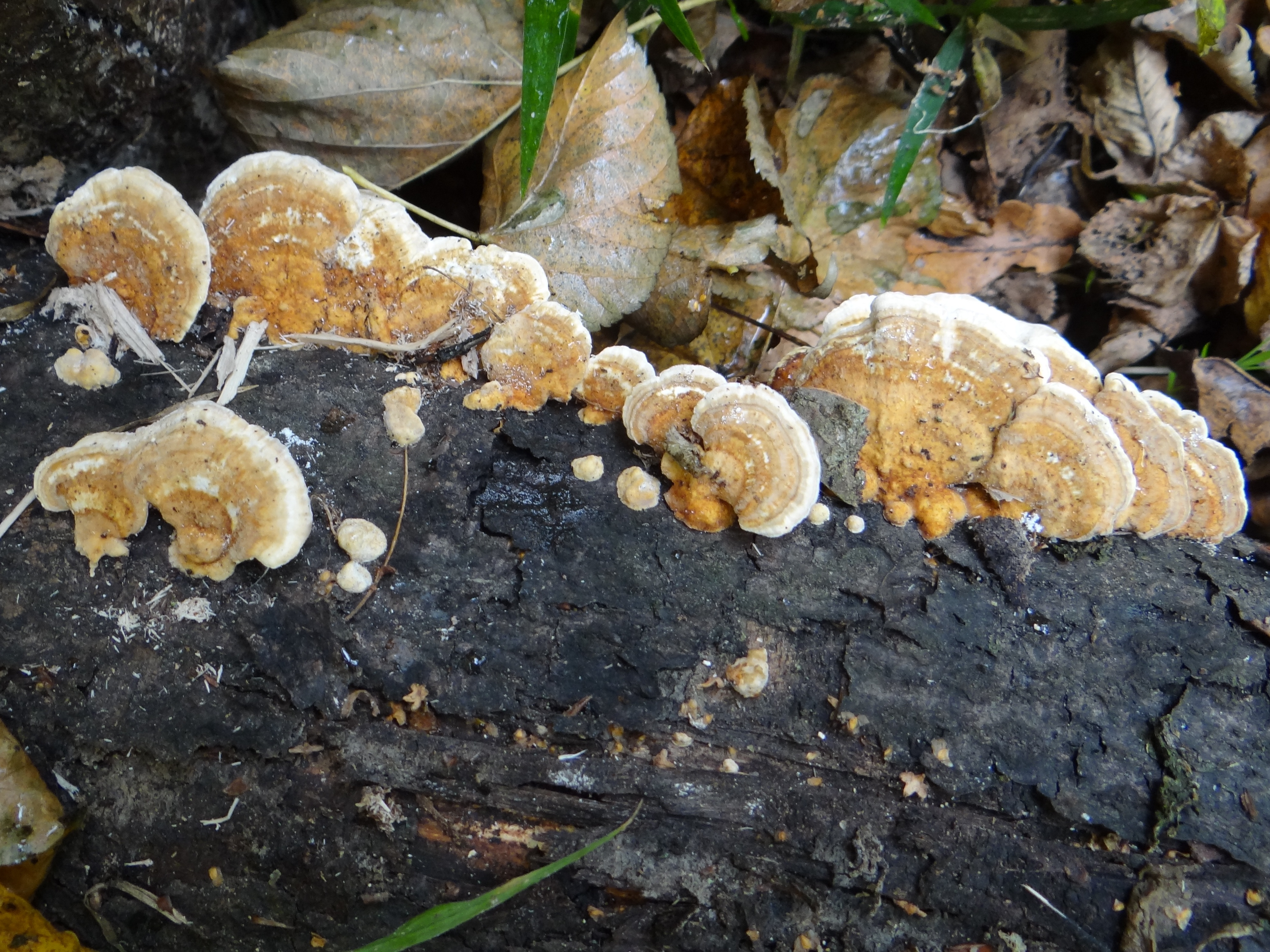
Zwykle występuje gromadnie

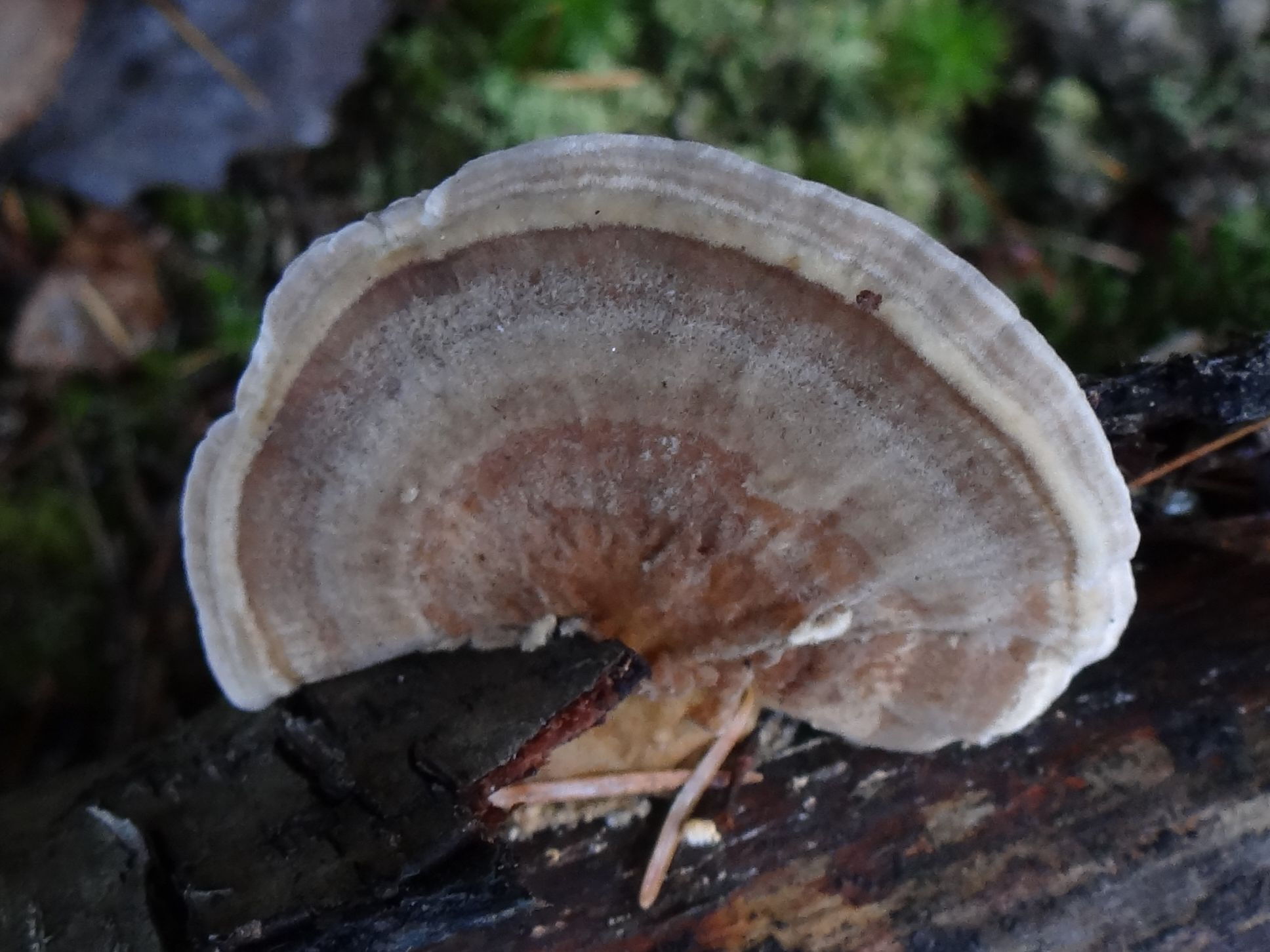

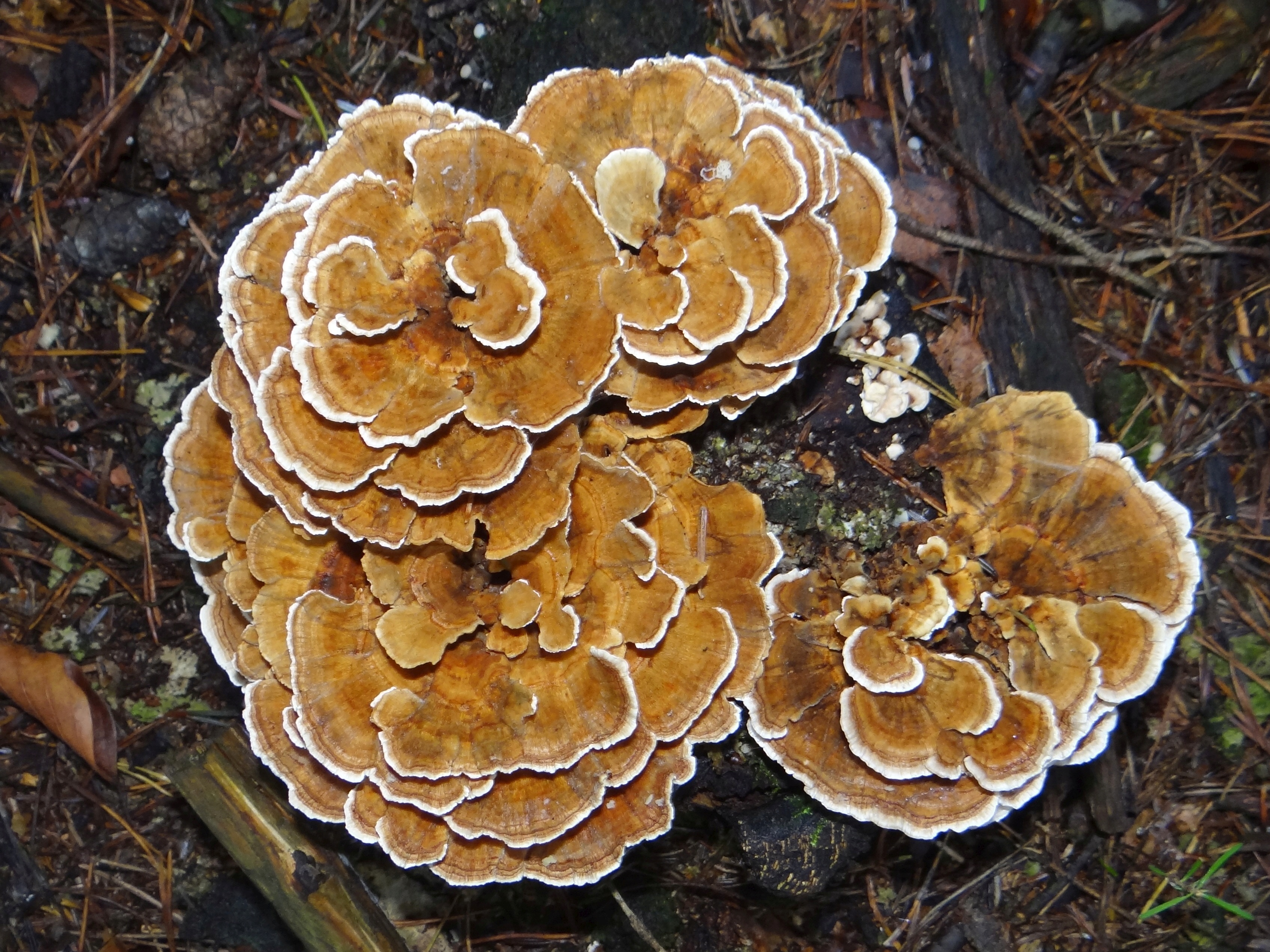

Wrośniak strefowany (Trametes ochracea (Pers.) Gilb. & Ryvarden) – gatunek grzybów z rodziny żagwiowatych (Polyporaceae).

## Systematyka i nazewnictwo
Pozycja w klasyfikacji według Index Fungorum: Trametes, Polyporaceae, Polyporales, Incertae sedis, Agaricomycetes, Agaricomycotina, Basidiomycota, Fungi.
Po raz pierwszy takson ten zdiagnozował w 1794 r. Persoon nadając mu nazwę Boletus ochraceus. Obecną, uznaną przez Index Fungorum nazwę nadali mu w 1987 r. Gilb. & Ryvarden, przenosząc go do rodzaju Trametes.
Synonimów ma ponad 30. Niektóre z nich:
Agaricus multicolor (Schaeff.) E.H.L. Krause, 
Bjerkandera zonata (Nees) P. Karst., 
Boletus multicolor Schaeff., 
Boletus ochraceus Pers., 
Boletus zonatus Nees, 
Bulliardia rufescens Lázaro Ibiza, 
Coriolus concentricus Murrill, 
Coriolus lloydii Murrill, 
Coriolus ochraceus (Pers.) Prance, 
Coriolus zonatus (Nees) Quél., 
Daedalea rufescens (Lázaro Ibiza) Sacc. & Trotter, 
Hansenia zonata (Nees) P. Karst., 
Microporus multicolor (Schaeff.) Kuntze, 
Polyporus aculeatus Velen., 
Polyporus lloydii (Murrill) Overh., 
Polyporus versicolor var. ochraceus (Pers.) Pers., 
Polyporus versicolor var. zonatus (Nees) Jørst., 
Polyporus zonatus Nees, 
Polystictus concentricus (Murrill) Sacc. & Trotter, 
Polystictus lloydii (Murrill) Sacc. & Trotter, 
Polystictus ochraceus (Pers.) Lloyd, 
Polystictus zonatus (Nees) Fr., 
Trametes multicolor (Schaeff.) Jülich, 
Trametes zonata (Nees) Pilát, in Kavina & Pilát, 
Trametes zonatella Ryvarden.
Polska nazwa pojawiła się po raz pierwszy w pracy Stanisława Domańskiego i in. w 1967 r. W polskim piśmiennictwie mykologicznym ma też inne nazwy: huba strefowana, huba pręgowana, huba prążkowana, żagiew prążkowana.

## Morfologia
Owocnik
Szerokość 3–10 cm, grubość 0,5–1 cm. Przyrasta do drzewa bokiem lub środkowo. Przy bocznym przyrośnięciu ma kształt konsolowaty, przy przyrośnięciu środkowym talerzowaty lub rozetowaty. Brzeg kapelusza ostry, cienki i falisty. W miejscu przyrośnięcia kapelusz jest wyraźnie grubszy i zazwyczaj posiada tutaj guzek. Powierzchnia delikatnie aksamitna, filcowata, matowa, bez połysku, w kolorze od ochrowobrązowego przez jasnoczerwonobrązowy do kasztanowego lub szarokawowego. Kapelusz jest wyraźnie koncentrycznie strefowany, jednak mniej kontrastowo, niż u wrośniaka różnobarwnego.
Hymenofor
Rurkowaty. Rurki o długości 1–4 mm, pory okrągławe i kanciaste, u starszych owocników spłaszczone. Mają średnicę 2,5–3,3 mm, w kolorze od białego do kremowego. Rurki tworzą jedna tylko warstwę, a ich brzeg jest ząbkowany lub piłkowany.
Miąższ
Biały, elastyczny o lekko kwaskowatym zapachu.
Wysyp zarodników
Kremowy. Zarodniki bezbarwne, nieamyloidalne, cylindryczne i wygięte w kształt przecinka. Jedną podstawę mają zaostrzoną. Rozmiary: 5,5–7,5 × 2,5–3 μm.

## Występowanie i siedlisko
Występuje na całej półkuli północnej; w Azji, Europie, Ameryce Północnej, Środkowej oraz północnej części Ameryki Południowej. W Polsce jest szeroko rozprzestrzeniony i pospolity. 
Występuje w lasach, ogrodach, parkach, obrzeżach dróg. Zasiedla martwe drewno, zarówno okorowane, jak i nieokorowane. Owocniki pojawiają się przez cały rok. Stwierdzono występowanie głównie na drzewach i krzewach liściastych; na olszy szarej, brzozie brodawkowatej, czereśni, buku, topoli, śliwie, robinii, wierzbie, lilaku, wiązie, bardzo rzadko na iglastych (jodła pospolita).

## Znaczenie
Saprotrof rosnący na pniach, pniakach i gałęziach martwych drzew, często już wkrótce po ścięciu drzewa lub jego obumarciu. Powoduje białą zgniliznę drewna. W Europie i w Polsce uważany jest za grzyb niejadalny, jednak na opracowanej dla FAO liście grzybów jest wymieniony jako jadalny w Brazylii. 
Czasami wykorzystywany jest do tworzenia ozdobnych kompozycji. Często jednak w jego miąższu znajdują się larwy owadów, które nie giną podczas suszenia wrośniaka na słońcu i po kilku tygodniach powodują zniszczenia owocnika. Można temu zapobiec przetrzymując okazy w zamrażarce. Aby zapobiec blaknięciu kolorów można owocniki spryskać lakierem do włosów lub pomalować lakierem bezbarwnym.

## Gatunki podobne
Najbardziej podobny i czasami trudny do odróżnienia jest wrośniak różnobarwny (Trametes versicolor). Jest bardziej barwny i często posiada strefy o niebiesko-czarnym zabarwieniu, nie występujące u wrośniaka strefowanego. Ponadto wrośniak strefowany jest grubszy w miejscu przyrośnięcia do drzewa (ma tutaj trójkątny przekrój) i zwykle posiada w tym miejscu guzek.